# مصطفى البرغوثي
مصطفى كامل مصطفى برغوثي سياسي وطبيب واستاذ جامعي وكاتب فلسطيني، ولد في مدينة القدس عام 1954 وتنحدر أسرته من قرية دير غسانة في شمال رام الله.
في سنة 2005 ترشح لمنصب رئيس السلطة الوطنية الفلسطينية، منافسًا لمحمود عباس. وعُيِّن وزيرًا للإعلام في حكومة الوحدة الوطنية بقيادة إسماعيل هنية.

## مسيرته
حاصل على شهادة بكالوريوس في الطب، وعلى شهادة عليا في الفلسفة من موسكو، وشهادة الماجستير في الإدارة وبناء الأنظمة الإدارية من جامعة ستانفورد في الولايات المتحدة. أسس وتولى إدارة معهد الإعلام والسياسات الصحية والتنموية منذ عام 1989.
دعا إلى تبني خيار «المقاومة الشعبية» والاعتماد على الذات كوسيلة للتحرر وأسس حركة الإغاثة الطبية الفلسطينية التي تخدم مليون ونصف مليون فلسطيني سنويا كما ساهم بنشاط في بناء مؤسسات المجتمع المدني الفلسطيني.
أسس مع د. حيدر عبد الشافي ود. ادوارد سعيد وإبراهيم الدقاق حركة المبادرة الوطنية الفلسطينية. كما برز نشاطه بقوة خلال فترة الانتفاضة الفلسطينية الثانية (2000–2005) حيث نشط اعلاميا في حشد التضامن مع القضية الفلسطينية وبناء الحملة الدولية لحماية الشعب الفلسطيني كما شارك في القيادة الفلسطينية منذ تلك الفترة.
يدعو إلى مقاومة الاحتلال شعبيا وساهم في بناء حركة المقاطعة وفرض العقوبات على إسرائيل وينتقد المفاوضات مع الإسرائيليين، ولا مشكله لديه من لقاء نشطاء السلام الإسرائيليين ويؤمن بضرورة تبني إستراتيجية وطنية فلسطينية جديدة تركز على تغيير ميزان القوى عبر المقاومة والمقاطعة وانهاء الانقسام الفلسطيني وانشاء قيادة وطنية موحدة ودعم صمود الفلسطينيين في وجه محاولات التهجير واعادة بناء التكامل بين مكونات الشعب الفلسطيني في الداخل والاراضي المحتلة والخارج.
أسس وتولى إدارة معهد الإعلام والسياسات الصحية والتنموية منذ عام 1989. في عام 1991 كان البرغوثي أحد أعضاء الوفد الفلسطيني في مؤتمر مدريد. أسس في العام 1992 برنامج لتشغيل المبعدين الفلسطينيين من الكويت والخليج لاستيعاب العاطلين عن العمل في المؤسسات الفلسطينية، كما شارك في تأسيس اللجنة الوطنية لتأهيل المعاقين.
شارك في انتخابات المجلس التشريعي عام 1996، وانتخب عن دائرة رام الله ولكنه تنازل عن مقعده للمرشح المسيحي عملا بنظام الكوتا.
شارك في اللجنة القيادية لمفاوضات مدريد بقيادة الدكتور حيدر عبد الشافي وكان عضواً في اللجنة التوجيهية للمفاوضات متعددة الأطراف إلى أن استقال من عضوية الوفد في أبريل 1993 بسبب معارضته لنهج المفاوضات الذي أدى إلى اتفاقية أوسلو واستمرار الاستيطان في الأراضي المحتلة.
أسس مع حيدر عبد الشافي والأستاذ إبراهيم الدقاق حركة المبادرة الوطنية الفلسطينية في عام 2002 التي يتولى حالياً مهمة أمينها العام.
ساهم في تأسيس وإدارة منظومة المعلومات والإعلام الراصد الفلسطيني منذ العام 2002 والتي تهدف إلى التأثير في الرأي العام العالمي لمواجهة الدعاية الإسرائيلية على الصعيد الدولي.
رشح البرغوثي نفسه في الانتخابات الرئاسية عام 2005 وقد حصل على نسبة 19.48٪؜ من إجمالي الأصوات.
رشح نفسه في الانتخابات التشريعية التي أجريت في يناير على رأس قائمة فلسطين المستقلة 2006 وفازت فيها حركة حماس، باعتباره مرشح مستقل ووعد بمحاربة الفساد والمحسوبية وطالب بتفكيك جدار الفصل العنصري.
قام بدور هام في الوساطة بين حركتي فتح وحماس والتي ادت لاحقا لتشكيل حكومة الوحدة الوطنية وفي عام 2007 عُين وزيراً للإعلام في حكومة الوحدة الوطنية الفلسطينية بقيادة إسماعيل هنية، والتي أقالها الرئيس محمود عباس في يونيو من العام نفسه بعد أن تعرضت للحصار من قبل إسرائيل وعدد من الدول المؤيدة لها.

## روابط خارجية
- حوار مع الدكتور مصطفى البرغوثي - حاوره مروان الصواف (الملتقى العربي)
- موقع المبادرة الفلسطينية